# 火燎森
火燎森，原名袁炳煇（Yuen Ping Fai，1981年1月21日—），曾出版書籍及於電台擔任財經節目主持，近年涉及一些商業爭議。

## 經歷
火燎森在2003年畢業於香港理工大學會計系，聲稱早年跟隨「股神」巴菲特的投資決定，向銀行大量借貸入股中石油（0857）而賺得第一桶金。他曾為商台互動Content Director、雷霆881商業一台《星火燎原》節目主持，出版過《我向巴菲特借第一個一千萬》及《收到巴菲特的回信》；2014年於DBC 財經台《火速燈台》主持節目，分享投資心得。

## 爭議

### 「大衞計劃」涉嫌集資
2014年，火燎森在網上舉行「大衛計劃」，稱與日本朋友共同開設一所名為「大衛」的公司。據壹週刊，「大衛計劃」實質為一個集體投資日本樓市的項目。此集資引起證監會關注並展開調查。 最後只停留在計劃階段未實行，故並不是非法集資。

### 「屈機」及虛擬貨幣售賣機
2017 年，火燎森與智能售賣機公司ivm 合作，在網上推薦「屈機」（即自動售賣機）項目，吸引不少支持者跟隨投資。於2018年，天機科技公司再推出虛擬貨幣售賣機，火燎森同樣力薦。時至11月， 因為虛擬貨幣市場受到幣災及礦難打擊， 幣價下跌九成， 造成市場極度恐慌 ，多名市民後悔加入項目， 陸續發起投訴，指受火燎森誤導銷售，慫恿借貸投資，透過天機科技或網上購入HE15雲端挖礦合約， 希望從中找到破綻可以退款 ，例如期間疑未有披露相關風險和相關利益，至今因虛擬貨幣價格大跌而蒙受重大虧損。火燎森在其Facebook 專頁涉及多個投資項目。 涉事的天機科技公司反駁指投資者無法接受市況逆轉，因此提出控告。根據蘋果日報查冊發現，原名袁炳輝的火燎森旗下一間公司的簽名式樣，與全數持有涉事的「天機科技」公司的東非離岸公司代表的簽名式樣相同。然而HE15未有交代公司與火燎森或中介公司天機科技的關係。。但很多讀者不滿意回報， 對外報稱損失慘重，所以已報警處理， 間接影響該貨幣可信性， 據聞極多合作機構已打退堂鼓。

### 夾公仔機投資
2017年，火燎森於在Facebook專頁推介， 受到投資者邀請分析 ， 分析結果聲稱投資夾公仔機 ，如果一切順利， 而比特幣價格維持高位， 每月應該有港幣1萬元的回報。投資者參與後， 及後一年比特幣下跌9成 ，部份人暫時回報僅得十數港元收益， 雖然一切剛開始一個月， 為了保障投資者利益， 部分投資者報警求助， 希望可以同歸於盡。協助投資者的民主黨財經政策副發言人袁海文說，每部夾公仔機約8.5萬至10萬港元。
營運商Mighty Lucky International Limited 發表聲明， 指一直有跟袁海文聯絡 ，為加盟商提供協助 ， 奈何袁海文並沒有回應， 亦沒有通知投資者， 甚至建議加盟商選擇破壞自己回報的行動， 被網民懷疑想製造更多苦主投訴， 增加自己曝光率去賺取選票。
火燎森其後於Facebook發帖反駁指，所謂受害者連虛擬與實體夾公仔機都分不清， 將兩者混為一談 ，故沒有資格以受害人自居。同時有不少投資者留言提出自己收益截圖證據， 亦獲得過千名市民留言力撐， 雖然比特幣依然在低位徘徊，但不少人稱自己兩個月內已賺取一萬五千港元。 憤怒的袁海文在帖文下留言，提出「六大問題」，惟火燎森反問對方角色，以袁海文誹謗營運商及自己， 破壞各人利益，「為選票乜都做得出，冇資格喺度留言」為由，拒絕回應。火燎森曾經事前聲明該項目屬於高風險投資，但同時回報亦大，而項目由一間名為Mighty Lucky International Limited所持有，中文名是「邁樂移動遊戲有限公司」，發出聲明指出該公司持有人並非火燎森。